# 1937年のグランプリ・シーズン
1937年のグランプリ・シーズン は、AIACRヨーロッパ選手権の第5回大会が開催されたグランプリ・シーズンである。メルセデスのルドルフ・カラツィオラがヨーロッパ選手権を制した。カラツィオラは選手権の対象となる5つのグランプリのうち3つに勝利した。
1937年シーズンは、戦前のグランプリ史上最も高出力のマシンによるシーズンとなった。メルセデス・ベンツのマシンのスーパーチャージャー付き5.6L直列8気筒エンジンは約650馬力を発揮したが、当時の平均的な市販車のエンジンが25馬力前後を発揮していたことを考慮すると、1937年シーズンのグランプリ・マシンの相対的なパフォーマンスは、近代モータースポーツ史上他に類を見ない程に高かった。極端に向上したグランプリ・マシンの性能は、翌年のレギュレーションがその歴史上初めてエンジンの排気量に制限をかけ、最低重量を引き上げてマシンのスピードを抑制することに繋がった。グランプリにおけるメルセデス・ベンツの技術開発は、当時のナチス政権による国家的な補助金制度に支えられたものでもあった。スーパーチャージャーによって過給されるメルセデス・ベンツ・W125のエンジン出力は、1960年代後半に北米でCan-Amのレーシングカーが登場するまで匹敵されることが無かった。そして欧州のF1マシンは、約45年が経過した1980年代初頭になるまでの間、1937年当時のマシンに匹敵するエンジン出力を得ることは無かった。

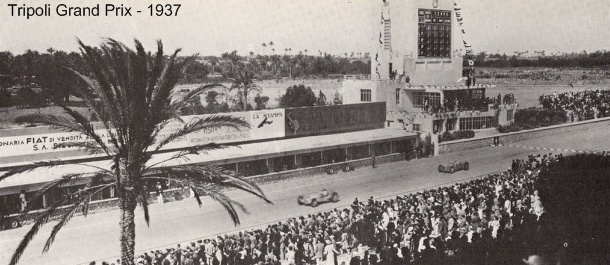
メルセデス・ベンツ・W125に乗るヘルマン・ラングが1937年トリポリグランプリで勝利した。

## シーズン概要
1937年シーズンは750kgフォーミュラによる最後のグランプリ・シーズンとなった。メルセデス・ベンツは、不振に終わった1936年シーズンの雪辱を新型車メルセデス・ベンツ・W125に託した。アウトウニオンは改良を施したアウトウニオン・タイプCを継続して使用した。スクーデリア・フェラーリは昨年に引き続きアルファロメオ12C-36で参戦したが、競争力の低下は明らかだった。シーズン後半には、ファクトリーチームのアルファコルセが新車アルファロメオ12C-37を出走させたが、期待された性能は発揮できなかった。アルファロメオの新車に失望したタツィオ・ヌヴォラーリはスイスグランプリではアウトウニオンのチームに加わった。さらに、ドライバー面ではルイジ・ファジオーリがメルセデスからアウトウニオンに移籍し、メルセデスには新たに英国人のリチャード・シーマンが加入した。1937年の選手権はメルセデスのルドルフ・カラツィオラに支配されたものとなり、カラツィオラは欠場した一戦を除き4戦中3勝を挙げた。新型のメルセデスW125はシーズンを通して高い性能を見せた。前年に引き続きアウトウニオン・タイプCに乗るベルント・ローゼマイヤーは、主要なグランプリで3勝するなど活躍したが、いずれもヨーロッパ選手権の対象となっていなかったことでタイトル争いには加わることができなかった。メカニック出身のヘルマン・ラングは、エースのカラツィオラに匹敵するスピードを見せ、メルセデスチーム内には不協和音が生じた。選手権初戦のベルギーグランプリでは、ヴァンダービルト・カップ出場の為に一部の有力選手が欠場した中、アウトウニオンのルドルフ・ハッセが勝利した。

### ヨーロッパ選手権グランプリ
| Rd | 開催日  | レース             | サーキット                 | PP(プラクティス最速)     | ファステストラップ                      | 優勝者                               | コンストラクター   | レポート |
| -- | ------- | ------------------ | -------------------------- | ------------------------ | --------------------------------------- | ------------------------------------ | ------------------ | -------- |
| 1  | 7月11日 | ベルギーグランプリ | スパ・フランコルシャン     | 抽選でグリッド決定       | ヘルマン・ラング                        | ルドルフ・ハッセ                     | アウトウニオン     | 詳細     |
| 2  | 7月25日 | ドイツグランプリ   | ニュルブルクリンク         | ベルント・ローゼマイヤー | ベルント・ローゼマイヤー                | ルドルフ・カラツィオラ               | メルセデス・ベンツ | 詳細     |
| 3  | 8月8日  | モナコグランプリ   | モンテカルロ市街地コース   | ルドルフ・カラツィオラ   | ルドルフ・カラツィオラ                  | マンフレート・フォン・ブラウヒッチュ | メルセデス・ベンツ | 詳細     |
| 4  | 8月22日 | スイスグランプリ   | ブレムガルテン・サーキット | ルドルフ・カラツィオラ   | ベルント・ローゼマイヤー                | ルドルフ・カラツィオラ               | メルセデス・ベンツ | 詳細     |
| 5  | 9月12日 | イタリアグランプリ | リヴィルノ・サーキット     | ルドルフ・カラツィオラ   | ルドルフ・カラツィオラ ヘルマン・ラング | ルドルフ・カラツィオラ               | メルセデス・ベンツ | 詳細     |

### 非選手権グランプリ
| 開催日   | レース                           | サーキット                 | 優勝者                         | コンストラクター   | レポート |
| -------- | -------------------------------- | -------------------------- | ------------------------------ | ------------------ | -------- |
| 2月14日  | フラテ・レース                   | フラテ湖                   | ユージン・ビョルンスタッド     | アルファロメオ     | 詳細     |
| 4月18日  | ヴァレンティーノグランプリ       | トリノ市街地コース         | アントニオ・ブリヴィオ         | アルファロメオ     | 詳細     |
| 4月25日  | ナポリグランプリ                 | ポジリポ市街地コース       | ジュゼッペ・ファリーナ         | アルファロメオ     | 詳細     |
| 5月1日   | キャンベル・トロフィー           | ブルックランズ             | プリンス・ビラ                 | ドラージュ         | 詳細     |
| 5月9日   | トリポリグランプリ               | メラハ・サーキット         | ヘルマン・ラング               | メルセデス・ベンツ | 詳細     |
| 5月9日   | フィンランドグランプリ           | インタルハ公園             | ハンス・ルエシュ               | アルファロメオ     | 詳細     |
| 5月16日  | グランプリ・ド・フロンティエ     | シメイ市街地コース         | ハンス・ルエシュ               | アルファロメオ     | 詳細     |
| 5月30日  | アヴスレンネン                   | アヴス                     | ヘルマン・ラング               | メルセデス・ベンツ | 詳細     |
| 5月30日  | チルクイート・デラ・スペルバ     | ジェノヴァ市街地コース     | カルロ・フェリーチェ・トロッシ | アルファロメオ     | 詳細     |
| 5月30日  | ブカレストグランプリ             | ブカレスト市街地コース     | ハンス・ルエシュ               | アルファロメオ     | 詳細     |
| 6月6日   | リオデジャネイロ グランプリ      | ガヴェア市街地コース       | カルロ・マリア・ピンタクーダ   | アルファロメオ     | 詳細     |
| 6月13日  | アイフェルレンネン               | ニュルブルクリンク         | ベルント・ローゼマイヤー       | アウトウニオン     | 詳細     |
| 6月20日  | ミラノグランプリ                 | ミラノ市街地コース         | タツィオ・ヌヴォラーリ         | アルファロメオ     | 詳細     |
| 7月5日   | ヴァンダービルト杯               | ルーズベルト・レースウェイ | ベルント・ローゼマイヤー       | アウトウニオン     | 詳細     |
| 7月25日  | サンレモグランプリ               | サンレモ市街地コース       | アキーレ・ヴァルツィ           | マセラティ         | 詳細     |
| 7月25日  | シルクイート・ド・ヴィラ・レアル | ヴィラ・レアル市街地コース | ヴァスコ・ド・サメイロ         | アルファロメオ     | 詳細     |
| 8月15日  | コッパ・アチェルボ               | ペスカーラ・サーキット     | ベルント・ローゼマイヤー       | アウトウニオン     | 詳細     |
| 8月15日  | シルクイート・ド・エストリル     | エストリル市街地コース     | マヌエル・ド・オリヴェイラ     | フォード           | 詳細     |
| 8月28日  | JCC 200マイルレース              | ドニントン・パーク         | アーサー・ドブソン             | ERA                | 詳細     |
| 9月26日  | チェコスロヴァキアグランプリ     | ブルノ市街地コース         | ルドルフ・カラツィオラ         | メルセデス・ベンツ | 詳細     |
| 10月2日  | ドニントンパークグランプリ       | ドニントンパーク           | ベルント・ローゼマイヤー       | アウトウニオン     | 詳細     |
| 10月16日 | マウンテン・チャンピオンシップ   | ブルックランズ             | ハンス・ルエシュ               | アルファロメオ     | 詳細     |
| 10月31日 | カラスタヤトロッパ・レース       | ヘルシンキ市街地コース     | カール・エッブ                 | メルセデス・ベンツ | 詳細     |

## 1937年のドライバーズランキング
| 順位 | ドライバー                           | BEL | GER | MON | SUI | ITA | Pts |
| ---- | ------------------------------------ | --- | --- | --- | --- | --- | --- |
| 1    | ルドルフ・カラツィオラ               |     | 1   | 2   | 1   | 1   | 13  |
| 2    | マンフレート・フォン・ブラウヒッチュ | Ret | 2   | 1   | 3   | Ret | 15  |
| 3    | ヘルマン・ラング                     | 3   | 7   |     | 2   | 2   | 19  |
| =    | クリスチャン・カウツ                 | 4   | 6   | 3   | 6   | Ret | 19  |
| 5    | ハンス・シュトゥック                 | 2   | Ret | 4   | 4   | 9   | 20  |
| 6    | レイモン・ソメール                   | 5   | Ret | 7   | 8   |     | 27  |
| 7    | ルドルフ・ハッセ                     | 1   | 5   | Ret |     |     | 28  |
| =    | ベルント・ローゼマイヤー             |     | 3   | Ret | Ret | 3   | 28  |
| =    | タツィオ・ヌヴォラーリ               |     | 4   |     | 5   | 7   | 28  |
| =    | ジュゼッペ・ファリーナ               |     | Ret | 6   | Ret | Ret | 28  |
| 11   | ラズロ・ハルトマン                   |     | Ret | Ret | 9   |     | 29  |
| 12   | ハンス・ルエシュ                     |     | 8   | 8   | Ret |     | 31  |
| 13   | ヴィットリオ・ベルモンド             |     | 12  |     |     | 10  | 32  |
| 14   | ヘルマン・パウル・ミューラー         | Ret | Ret |     |     | 5   | 33  |
| 15   | リチャード・シーマン                 |     | Ret |     |     | 4   | 34  |
| =    | クレメンテ・ビョンデッティ           |     |     | Ret |     | Ret | 34  |
| 17   | ルイジ・ソフィエッティ               |     | Ret | Ret |     |     | 35  |
| =    | カルロ・フェリーチェ・トロッシ       | Ret |     |     |     | 8   | 35  |
| =    | パウル・ピーチュ                     |     | Ret |     | 10  |     | 35  |
| 20   | ケネス・エヴァンス                   |     | 9   |     |     |     | 36  |
| =    | エルヌ・フェスタティッチ             |     | 10  |     |     |     | 36  |
| =    | アッティロ・マリノーニ               |     | 11  |     |     |     | 36  |
| =    | ジョヴァンニ・ミノッツィ             |     | Ret |     | Ret |     | 36  |
| =    | ゴッフレード・ゼンデル               |     |     | 5   |     |     | 36  |
| =    | カルロ・マリア・ピンタクーダ         |     |     | 9   |     |     | 36  |
| =    | ルイジ・ファジオーリ                 |     |     |     | 7   |     | 36  |
| =    | アキーレ・ヴァルツィ                 |     |     |     |     | 6   | 36  |
| 28   | アンリ・シモーネ                     |     |     |     | Ret |     | 37  |
| =    | アドルフォ・マンディローラ           |     |     |     | Ret |     | 37  |
| 30   | フランコ・コルテーゼ                 |     | Ret |     |     |     | 38  |
| =    | エルンスト・フォン・デリウス         |     | Ret |     |     |     | 38  |
| =    | ジョヴァンバティスタ・ギドッティ     |     |     |     |     | Ret | 38  |
| 33   | フランセスコ・セヴェーリ             |     | Ret |     |     |     | 39  |
| =    | レナート・バレストレーロ             |     | Ret |     |     |     | 39  |
| =    | エドアルド・テアーノ                 |     | Ret |     |     |     | 39  |
| =    | アントニオ・ブリヴィオ               |     |     | Ret |     |     | 39  |
| =    | マックス・クリステン                 |     |     |     | Ret |     | 39  |
| 順位 | ドライバー                           | BEL | GER | MON | SUI | ITA | Pts |

| 色   | 結果                          | ポイント |
| ---- | ----------------------------- | -------- |
| 金色 | 勝者                          | 1        |
| 銀色 | 2位                           | 2        |
| 銅色 | 3位                           | 3        |
| 緑   | レースの75%以上を消化         | 4        |
| 青   | レースの50%以上 75%未満を消化 | 5        |
| 紫   | レースの25%以上 50%未満を消化 | 6        |
| 赤   | レースの25%未満を消化         | 7        |
| 黒   | 失格                          | 8        |
| 白   | 参加せず                      | 8        |